# Калмыкова, Татьяна Васильевна
Калмыкова Татьяна Васильевна (род. 10 января 1990, Саранск) — российская легкоатлетка, Мастер спорта России международного класса по спортивной ходьбе, участница Летних Олимпийских игр 2008 в Пекине, двукратная чемпионка мира среди девушек до 18 лет (2005, 2007), чемпионка России.

## Биография
Родилась 10 января 1990 года в Саранскe. В 2007 году с серебряной медалью окончила школу, поступила в Мордовский государственный университет имени Н. П. Огарёва на очное отделение филологического факультета (специальность «Журналистика»), в 2014 году защитила диплом. Продолжила учебу в магистратуре на этом же факультете. В 2016 году поступила в аспирантуру РАНХиГС (направление «Политическая журналистика»).
Имеет тренерское образование — курсы переподготовки Мордовского государственного педагогического института имени М. Е. Евсевьева в 2018 году. Во время учебы в университете была автором рубрики «Звездный час с Татьяной Калмыковой», брала интервью у известных спортсменов и деятелей искусства.
С 2018 года является руководителем регионального отделения Российской Федерации северной ходьбы в Мордовии. С 2019 года — председатель судейской коллегии Российской Федерации северной ходьбы. Соорганизатор благотворительной акции «Чайные бега» в Саранске с 2017 года. Сооснователь проекта по социальной адаптации спортсменов после завершения спортивной карьеры «После спорта», основатель проекта «Мастерская здоровья Татьяны Калмыковой». Тренеры — заслуженный тренер В. В. Начаркина, заслуженный тренер К. Н. Начаркин.
Первый успех на российском уровне пришел в возрасте 12 лет — 3 место на Кубке России (5000м) среди девушек до 18 лет. В 2004 году — победа на Первенстве России и участие в международном старте (матч 4-х стран, 2 место). В 2005 году в возрасте 15 лет выполнила норматив Мастера спорта России международного класса. В этом же году — 2 место на Кубке Европы среди юниоров (10км) и победа на юношеском Чемпионате Мира (Марракеш, Марокко).
В 2007 году на Чемпионате мира установила мировой рекорд на дистанции 5000м (20:28). Рекорд является действующим.
В 2008 году в возрасте 18 лет — победа на Кубке Мира среди юниоров и участие в Летних Олимпийских игр 2008 в Пекине (была самой молодой легкоатлеткой в составе сборной России).